# Спор вокруг канонической юрисдикции над Катаром
Спор вокруг канонической юрисдикции над Катаром — конфликт между Антиохийской и Иерусалимской православными церквями по поводу того, к канонической территории какой из этих поместных церквей относится Катар.
Учреждение в марте 2013 года Иерусалимским патриархатом епархии в Катаре вызвало резкий протест со стороны Антиохийского патриархата, который рассматривал Катар как часть своей канонической территории и включал Катар в состав архиепископии Багдада, Кувейта и Аравийского полуострова. Таким образом, создание церковной единицы под юрисдикцией Иерусалима было расценено как вторжение на территорию другой Поместной церкви и привело в 2014 году к решению Антиохийского патриархата разорвать общение с Иерусалимским патриархатом. После неудачных переговоров, которые проходили в течение последующего года с участием представителей Константинпольского патриархата и греческой дипломатии, Антиохийский патриархат заявил 29 апреля 2014 года о прекращении евхаристического общения с Иерусалимским. В апреле 2019 года стороны вернулись к переговорам, но проблема пока не получила разрешения. 21 октября 2023 года евхаристическое общение было восстановлено, хотя проблема Катара так и не получила окончательного разрешения.

## История

### Предыстория
В Катаре вплоть до 1997 года существовал официальный запрет на проведение каких-либо церемоний, связанных с немусульманскими культами. Только в 1997 года по инициативе посла США — Патрика Тероса, и с согласия высшего руководства Катара, в Доху для празднования Пасхи был приглашен архимандрит Феофил (Яннопулос). Первые богослужения проходили в частной резиденции американского посла.
В ноябре 1999 года патриарх Иерусалимский Диодор совершил пастырскую поездку в Катар. В 2001 году архимандрита Феофила сменил архимандрит Макарий (Маврояннакис). С 2003 года власти Катара официально разрешили христианским общинам отмечать религиозные праздники. После этого архимандрит Макарий начал строительство в Дохе храма во имя преподобного Исаака Сирина и великомученика Георгия Победоносца на участке земли, который выделил шейх Хамад бин Халифа Аль Тани. Окончание строительства храма было запланировано на конец 2018 года. В 2010 году официальный визит в Катар совершил патриарх Иерусалимский Феофил III.
Антиохийский Патриархат, считавший Катар частью своей канонической территории, терпел присутствие в Катаре священника Иерусалимского Патриархата, воспринимая это с благодарностью как временную меру пастырского попечения. Однако в Иерусалимском патриархате расценили это как молчаливое согласие на закрепление Катара за Иерусалимским Патриархатом.

### Создание епархии Иерусалимского патриархата в Катаре
4 марта 2013 года архимандрит Макарий был избран предстоятелем новосозданной архиепископии Катара. Это вызвало активный протест со стороны Антиохийского патриархата, считающими Катар вместе с другими арабскими странами Персидского залива входящими в его юрисдикцию. Патриарх Антиохийский Иоанн X выразил Иерусалимскому и Константинопольскому Патриархам своё недовольство во время телефонных переговоров с ними. Вслед за этим, 6 и 8 марта 2013 года, Патриарх Антиохийский Иоанн подкрепил свой изустный протест двумя посланиями, направленными к Патриархам Иерусалима и Константинополя. Никакой реакции на эти письма не последовало. 9 марта того же года архимандрит Макария был рукоположён во епископа Катарского.
В том же месяце Патриарх Феофил III направил ответное письмо, в котором обосновал свои претензии тем, что «Катар всегда принадлежал Иерусалимской Православной Церкви как часть „Аравии“, которая упоминается в официальном титуле Иерусалимского Патриарха: „Патриарх Святого града Иерусалима и всея Палестины, Сирии, Аравии, Заиорданья, Каны Галилейской и Святого Сиона“. Кроме того, понятие „вся Палестина“ включает и византийскую провинцию Палестина 3-я, „естественное продолжение которой представляет собой Аравийский полуостров“». В письме Патриарх Феофил также добавил, что «земля Катара засеяна и полита Иерусалимским Патриархатом».

### Попытки переговоров и разрыв общения
Прошедшая 21 июня 2013 года в Афинах встреча делегаций Антиохийского и Иерусалимского патриархатов не решила проблему и в ноябре того же года патриарх Иоанн Х предупредил предстоятеля Иерусалимской церкви, что если в течение двух месяцев тот не предпримет шагов для урегулирования проблемы Катара, то Антиохийская православная церковь прекратит евхаристическое общение с Иерусалимским патриархатом.
Межцерковный кризис усугубился в марте 2014 года, когда в Стамбуле состоялось синаксис (совещание) глав Поместных православных церквей в рамках подготовки ко Всеправославному собору. Несмотря на просьбы патриарха Антиохийского Иоанна X катарский вопрос не был включён в повестку дня. Более того, патриарх Константинопольский Варфоломей вручил делегации Антиохийского патриархата послание от патриарха Иерусалимского, в котором подтверждались права Иерусалимского патриархата на Катар. В знак протеста представитель Антиохийской церкви митрополит Буэнос-Айресский Силуан (Муса) не подписал итоговый документ этого совещания.
29 апреля 2014 года на проходившем под председательством патриарха Антиохийского Иоанна Х заседании Синода Антиохийской церкви было принято решение «о прекращении евхаристического общения с Иерусалимской кафедрой», о чём были уведомлены предстоятели всех Поместных церквей. В июле 2014 года Синод Антиохийского патриархата учредил Экзархат Катара. Отмечалось, что к данному решению Антиохийская церковь прибегла в связи с тем, что утратила надежду на какие-либо уступки со стороны патриарха Иерусалимского Феофила по вопросу о юрисдикции над эмиратом Катар.
26 июня 2015 года Синод Антиохийского патриархата, констатировав срыв переговорного процесса, объявил невозможным для всего духовенства Антиохийской церкви участвовать в любом богослужении, проходящем под предстательством клириков Иерусалимского патриархата или с их участием. Однако в самом православном приходе в Дохе верующие обоих патриархатов продолжили молиться вместе. По словам архиепископа Катарского Макария, «мирян это не коснулось, последователи Антиохийской церкви из Сирии, Ливана участвуют в наших богослужениях, причащаются, крестят детей и венчаются в нашей церкви. Такие конфликты — это не краеугольный вопрос веры, связанный с догматикой, а по сути административные вопросы, которые должны решаться через диалог».
10 июля 2015 года Иерусалимский патриархат выступил с заявлением, в котором отверг выдвинутые ему со стороны Антиохийского патриархата обвинения в нарушении канонической территории, а также обвинил Антиохийский патриархат в том, что он «во многих случаях в основу кладёт национальную принадлежность».
В январе 2016 года в ходе подготовки к Всеправославному собору патриарх Иерусалимский Феофил выразил готовность пойти на уступки и найти «золотую средину» в переговорах по данному вопросу, антиохийская сторона поставила некоторые условия, которые патриарх Иерусалимский Феофил не пожелал озвучить, чтобы старания по примирению в итоге не потерпели крах. Конфликт между двумя патриархатами стал главной причиной отказа Антиохийской церкви от участия во Всеправославном соборе на Крите в 2016 году.

### Возобновление переговоров
Переговоры патриархов по катарскому вопросу состоялись во время встречи предстоятелей четырёх Поместных церквей — Александрийской, Антиохийской, Иерусалимской и Кипрской, — которая прошла 18 апреля 2019 года в Никосии. После длительной беседы с патриархом Иоанном патриарх Феофил согласился рассмотреть вопрос об отзыве из Катара архиепископа Макария.
21 февраля 2020 года во время заседания Священного синода Иерусалимской православной церкви патриарх Иерусалимский Феофил III объявил, что надеется продвинуться в переговорах по катарской проблеме с антиохийским патриархом Иоанном во время встречи представителей и предстоятелей поместных церквей в Аммане 26 февраля. Также Патриарх Феофил III сообщил членам Священного синода, что в последние недели между ним и антиохийским патриархом было достигнуто стабильное взаимопонимание по катарской проблеме. Однако, хотя первоначально Антиохийский Патриарх Иоанн X планировал ехать в Амман, 24 февраля он отказался сделать это.
21 октября 2023 года Священный Синод Антиохийской православной церкви принял решение о восстановлении общения с Иерусалимским Патриархатом. Данное решение было принято в связи со смертями и страданиями палестинского народа из-за ракетных ударов Израиля: «Поскольку нынешние условия требуют усиления молитв и большого сотрудничества, Священный Синод постановил восстановить общение между Антиохийским Патриархатом и Иерусалимским Патриархатом и поручил компетентной комиссии Патриархата связаться с братьями Иерусалимского Патриархата для поиска решения к вопросу церковного спора о юрисдикции „Катара“ таким образом, чтобы сохранить право церковной юрисдикции ради Антиохийского престола».